# Fußball-Ozeanienmeisterschaft 1996
Die Fußball-Ozeanienmeisterschaft 1996 (engl.: OFC Nations Cup) war die dritte Ausspielung einer ozeanischen Kontinentalmeisterschaft im Fußball nach 16 Jahren Unterbrechung und fand vom 10. November 1995 bis 1. November 1996 statt. Am Turnier nahmen mit Australien, Neuseeland, Tahiti und den Salomonen nur vier Mannschaften teil. Allerdings gab es zwei Qualifikationsturniere, den Melanesien-Cup 1994 und den Polynesien-Cup 1994. Australien und Neuseeland waren für den Hauptwettbewerb gesetzt. Dessen Spiele wurden in Hin- und Rückspiel ausgetragen.
Australien war als Turniersieger und Ozeanienmeister für den FIFA-Konföderationen-Pokal 1997 in Saudi-Arabien qualifiziert.

## Qualifikation
Die Salomonen als Vertreter Melanesiens qualifizierten sich über den Melanesien-Cup im Juli 1994 auf den Salomonen und Tahiti als Vertreter Polynesiens über den Polynesien-Cup im November 1994 auf Samoa.

## Hauptwettbewerb

### Halbfinale
|                                                               |   |            |           |
| 10. November 1995 in Christchurch (Queen Elizabeth II Park) 1 |   |            |           |
| Neuseeland                                                    | – | Australien | 0:0       |
| 15. November 1995 in Newcastle (Breakers Stadium)             |   |            |           |
| Australien                                                    | – | Neuseeland | 3:0 (2:0) |
| Gesamt                                                        |   |            |           |
| Neuseeland                                                    | – | Australien | 0:3       |

|                                                    |   |           |           |
| 17. November 1995 in Honiara (Lawson Tama Stadium) |   |           |           |
| Salomonen                                          | – | Tahiti    | 0:1 (0:0) |
| 11. Mai 1996 in Papeete (Stade Pater Te Hono Nui)  |   |           |           |
| Tahiti                                             | – | Salomonen | 2:1 (0:0) |
| Gesamt                                             |   |           |           |
| Salomonen                                          | – | Tahiti    | 1:3       |

### Finalspiele

#### Hinspiel
| Tahiti                                                                | Tahiti | Australien | Australien |
| --------------------------------------------------------------------- | --- | --- | ---------- |
| Tahiti                                                                | \| Sonntag, 27. Oktober 1996 in Papeete/Tahiti (Olympic Stadium Papeete) \| \| Ergebnis: 0:6 (0:5) \| \| Zuschauer: 5.000 \| \| Schiedsrichter: Barry Tasker ( Neuseeland) \|                                | \| Sonntag, 27. Oktober 1996 in Papeete/Tahiti (Olympic Stadium Papeete) \| \| Ergebnis: 0:6 (0:5) \| \| Zuschauer: 5.000 \| \| Schiedsrichter: Barry Tasker ( Neuseeland) \|                                                       | Australien |
| Tahiti                                                                | Ricky Fassain – Jean Ludivion, Coco Fenuati, John Thunot, Rupena Raumati, Tatahio Auraa, Reynald Temarii, Tehina Tahitotera, Jean-Loup Rousseau, Farahia Teuiria, Haimana Vaiho Cheftrainer: Umberto Mottini | Zeljko Kalac – Milan Ivanović, Robert Hooker (65. Robert Enes), Milan Blagojevic, Alex Tobin, Tony Popovic, Craig Foster, Ernie Tapai (70. Paul Wade), Alistair Edwards, Paul Trimboli, Kris Trajanovski Cheftrainer: Eddie Thomson | Australien |
| Tahiti                                                                | 0:1 Ernie Tapai (5.) 0:2 Paul Trimboli (20.) 0:3 Kris Trajanovski (25.) 0:4 Kris Trajanovski (28.) 0:5 Kris Trajanovski (44.) 0:6 Kris Trajanovski (89.)                                                     | | Australien |
| Sonntag, 27. Oktober 1996 in Papeete/Tahiti (Olympic Stadium Papeete) | | |            |
| Ergebnis: 0:6 (0:5)                                                   | | |            |
| Zuschauer: 5.000                                                      | | |            |
| Schiedsrichter: Barry Tasker ( Neuseeland)                            | | |            |

#### Rückspiel
| Australien                                                          | Australien | Tahiti | Tahiti |
| ------------------------------------------------------------------- | --- | --- | ------ |
| Australien                                                          | \| Freitag, 1. November 1996 in Canberra/Australien (Canberra Stadium) \| \| Ergebnis: 5:0 (4:0) \| \| Zuschauer: 9.421 \| \| Schiedsrichter: Intaz Shah ( Fidschi) \|                                                                           | \| Freitag, 1. November 1996 in Canberra/Australien (Canberra Stadium) \| \| Ergebnis: 5:0 (4:0) \| \| Zuschauer: 9.421 \| \| Schiedsrichter: Intaz Shah ( Fidschi) \| | Tahiti |
| Australien                                                          | Zeljko Kalac – Milan Ivanović, Robert Hooker, Alex Tobin, Tony Popovic, Craig Foster (76. Robert Enes), Matthew Bingley, Paul Wade (60. Jason Polak), Ernie Tapai, Paul Trimboli, Kris Trajanovski (60. Warren Spink) Cheftrainer: Eddie Thomson | Laurent Heinis – Jean Ludivion, Eric Etaeta, Tatahio Auraa, Jean-Paul Wong, Reynald Temarii, Tehina Tahitotera, Jean-Loup Rousseau (66. Gatien Maheanuu), Rupena Raumati (46. Stephane Tuairau), Farahia Teuiria, Patrick Appriou (80. Heimana Vaiho) Cheftrainer: Umberto Mottini | Tahiti |
| Australien                                                          | 1:0 Robert Hooker (11.) 2:0 Kris Trajanovski (21.) 3:0 Rupena Raumati (31., Eigentor) 4:0 Kris Trajanovski (36.) 5:0 Kris Trajanovski (54.) | | Tahiti |
| Freitag, 1. November 1996 in Canberra/Australien (Canberra Stadium) | | |        |
| Ergebnis: 5:0 (4:0)                                                 | | |        |
| Zuschauer: 9.421                                                    | | |        |
| Schiedsrichter: Intaz Shah ( Fidschi)                               | | |        |

## Torschützenliste
| Rang | Spieler            | Tore |
| ---- | ------------------ | ---- |
| 1    | Kris Trajanovski   | 7    |
| 2    | Jean-Loup Rousseau | 2    |
| 3    | Robert Hooker      | 1    |
|      | Damian Mori        | 1    |
|      | Ernest Tapai       | 1    |
|      | Joseph Spiteri     | 1    |
|      | Paul Trimboli      | 1    |
|      | Paul Wade          | 1    |
|      | Macha Gatien       | 1    |
|      | Robert Seni        | 1    |
| ET   | Rupena Raumati     | 1    |